# Великий Дубовський
Великий Дубовський (рос. Большой Дубовский) — хутір у Новоаннінському районі Волгоградської області Російської Федерації.
Населення становить 53 особи. Входить до складу муніципального утворення Деминське сільське поселення.

## Історія
Хутір розташований у межах українського історичного та культурного регіону Жовтий Клин.
Згідно із законом від 21 грудня 2004 року № 970-ОД органом місцевого самоврядування є Деминське сільське поселення.

## Населення
| 2010 |
| ---- |
| 53   |